# Arado E.580
El Arado E.580 fue un proyecto de caza de la Alemania Nazi en las postrimerías de la Segunda Guerra Mundial destinado competir en la propuesta Caza del Pueblo o Volksjäger.

## Descripción
Este diseño de Arado estaba basado en un diseño temprano de 1943 . Fue revisado para la competición Volksjäger-, e iniciado el 12 de septiembre de 1944.
Este avión debía ser un caza monoplaza de un solo motor para ayudar en la Defensa del Reich y tarde o temprano contrarrestar el avance Aliado en la guerra. Diseñado con la simplicidad en mente (tanto en métodos de construcción como en su pilotaje), el E.580 era la respuesta de Arado para la nueva oferta RLM. Lamentablemente para Arado, el Heinkel He 162 ganó - y el E.580 quedó en la historia.

## Características
El E.580 tenía un ala recta de inserción baja en el fuselaje, y la unidad de cola tenía aletas y timones gemelos. La potencia procedía de un solo motor BMW 003A-1 que estaba colocado encima del fuselaje y la entrada estaba parcialmente obstruido por la voluminosa cubierta de la carlinga. 
El armamento consistía en dos cañones MG 151/20 de 20mm o dos cañones MK 108 de 30mm montados en la nariz.
- Contratista :Arado Flugzeugwerke[2] - Alemania nazi .
- Envergadura: 7.62 m (25 ' 0 ")
- Longitud: 7.86 m (25 ' 9.7") máximo.
- Velocidad: 744 kilómetros/h (462 millas por hora)